# Сёстры (фильм, 2001)
«Сёстры» — российский криминально-драматический боевик, снятый и выпущенный на экраны в 2001 году.
Режиссёром картины выступил актёр Сергей Бодров-младший. Авторы сценария — Сергей Бодров-младший, Гульшад Омарова и Сергей Бодров-старший. В центре сюжета — история двух разных по возрасту и характеру единоутробных сестёр, которые сближаются, пройдя через череду трудностей. Слоган фильма: «Когда тебе восемь — весь мир против тебя. Когда тебе тринадцать — ты против всего мира».
Картина, ставшая единственной режиссёрской работой Бодрова-младшего, получила гран-при кинофестиваля «Кинотавр» за лучший дебют и была отмечена дипломом жюри фестиваля за лучший актёрский дуэт.
Премьера в России состоялась 10 мая 2001 года.
Релиз фильма на видео состоялся 19 июня.

## Сюжет
2000 год. Криминальный авторитет Алик Муртазаев выходит на свободу из тюрьмы после того, как за него заплатили залог. На воле его ждут жена Наталья, дочь Дина и падчерица Света. Последние две, в силу различий в характерах и возрасте (Динe — 8 лет, а Свете — 13) и причастности отца Дины к криминалу, никак не могут найти общий язык. Света, выросшая без отца, резка на язык, замкнута, дисциплинирована, слушает группу «Кино» и занимается стрельбой (потому что хочет в будущем завербоваться снайпером в Чечню). Дина же — творческая натура, играет на скрипке, любит рисовать, общительная, любопытная, но в то же время избалованная и своенравная.
Вместо радушной встречи от бывших сообщников и соратников Муртазаев получает обвинение, потому что после ареста у него изъяли «общак», потерю которого он теперь должен возместить. Бандиты угрожают похитить Дину, если он не вернёт деньги. Муртазаев не считает себя обязанным возвращать что-либо, но в целях безопасности прячет дочерей на чужой квартире, поручив Свете присматривать за Диной.
Пренебрегшая запретом Алика на звонки по телефону, Света выдаёт их с Диной местонахождение бандитам, и сёстры спешно скрываются от них. Предполагая что возвращаться домой тоже опасно, сёстры садятся на электричку и едут за город, в отдалённый посёлок, где живёт тётя Зоя - мамина сестра. Но тётя и её семья, зная про занятия Алика, отказываются пустить к себе девочек, опасаясь бандитов.
Пару дней сёстры живут на даче родителей Светиного друга Лёши. Света пытается дозвониться домой, но родители не берут трубку из-за опасения прослушки телефона. Тогда она звонит Леше со станции, просит чтобы он приехал, привез еды и денег. Пока девочки ждут Лешу, бандиты, которые вычислили откуда был сделан звонок, поджигают в их отсутствие дачу. Но к счастью оказалось, что девочки забрались не в тот дом, и Лёшина дача осталась невредимой. Девочки вынуждены побираться и жить у цыган, пока их не приводят в милицию (цыганский мальчик, контролирующий их заработок, сдаёт их, заподозрив, что они скрываются). Тут же выясняется, что родители оставили заявление на розыск, однако по звонку приезжают бандиты. Милиционер, узнав о попытке похищения, прячет девочек у своего знакомого — алкоголика Сейфуллина, возможно, (по предположению Светы и бандитов) чтобы получить за них вознаграждение от Алика.
Света заболевает. Дина заботится о сестре как может, идёт в аптеку и встречает там Зою, и сообщает ей своё нынешнее местонахождение. Тем временем бандиты устраивают засаду милиционеру и начинают его жестоко допрашивать о детях. Не добившись ничего, они убивают его и опять выходят на след девочек. В свою очередь, Муртазаев, приехав на стрелку по поводу возврата общака, успешно избегает расстрела (сам при этом убив бандитов и забрав их машину, т.к. его машину расстреляли бандиты) и после этого спешно находит детей, на шаг опередив конкурирующих бандитов. В перестрелке бандиты и Сейфуллин погибают, а девочек спасают.
Алик и Наталья в итоге решают переехать вместе с Диной на постоянное место жительство в Австрию, чтобы там затаиться. Света остаётся. Девочки, сблизившиеся в результате пережитых вместе тягот и искренне полюбившие друг друга, с болью расстаются друг с другом, в надежде ещё раз когда-нибудь встретиться.

## В ролях
- Оксана Акиньшина — Света Малахова
- Екатерина Горина — Дина Муртазаева
- Роман Агеев — Алик Муртазаев, бандит, поставленный на счётчик, отец Дины (озвучивание Михаил Разумовский)
- Татьяна Колганова — Наталья, мать Светы и Дины (озвучивание Ольга Онищенко)
- Кирилл Пирогов — бандит, преследующий девочек
- Татьяна Ткач — бабушка (озвучивание Нина Усатова)
- Дмитрий Орлов — милиционер Александр Павлович «Палыч»
- Андрей Краско — дядя Миша
- Александр Баширов — алкоголик Сейфуллин
- Дмитрий Благушин — Лёша Климкин, друг Светы
- Сергей Бодров-младший — Данила Багров[2]
- Сергей Иванов — цыганский мальчик
- Ольга Онищенко — тётя Зоя
- Роман Жилкин — бандит, преследующий девочек
- Игорь Копылов — дядя Валера (озвучивание Алексей Балабанов)
- Михаил Трясоруков — Костя, главарь банды, преследующей девочек
- Владимир Амеров — владелец тира
- Людмила Елисеева — кассирша с телефоном на станции

## Съёмочная группа
| Режиссёр-постановщик | Сергей Бодров-младший                                         |
| Авторы сценария      | Сергей Бодров-младший, Гульшад Омарова, Сергей Бодров-старший |
| Оператор-постановщик | Валерий Мартынов                                              |
| Художник-постановщик | Владимир Карташов                                             |
| Художник-декоратор   | Сергей Петнюнас                                               |
| Композитор           | Святослав Курашов Би-2                                        |
| Продюсер             | Сергей Сельянов                                               |

## Создание фильма
Съемки фильма проходили в Санкт-Петербурге, используя такие локации как СИЗО №5, дом "Ленсовета", набережная Мартынова. Также в городах Ленинградской области — Кировске, Шлиссельбурге и посёлке городского типа Мга, где снимали сцены около железнодорожной станции.

### Сценарий
Идея сценария возникла у Сергея Бодрова-младшего после истории о двух казахских девочках, рассказанной отцом. Случайно вспомнив о ней позже, Бодров-младший за две недели написал сценарий к будущему фильму. Несмотря на то, что работал он практически в одиночку, соавторами были указаны отец режиссёра - Сергей Бодров-старший и Гульшад Омарова.
Рабочее название фильма было «Танец живота», но впоследствии его заменили на «Сёстры». Также среди вариантов названия рассматривались «Дочь бандита» и «Сестра».
Главную героиню Сергей Бодров-младший назвал в честь своей жены Светланы.
Финал фильма придумал актёр Виктор Сухоруков.

### Подбор актёров
Когда было объявлено о наборе на роли главных героинь, к «Ленфильму» выстроилась огромная очередь из желающих: Сергей Бодров лично отбирал исполнительниц, просматривая по 300 кандидаток в день. Пытаясь подобрать нужный характер, Сергей часто задавал нестандартные и личные вопросы вроде «Тебя когда-нибудь предавали?» Процесс отбора осложнялся также тем, что Бодров искал независимую актрису, но очень многие девочки старались понравиться режиссёру или вообще сразу просили автограф.
Екатерина Горина и Оксана Акиньшина были в числе тех, кто пришёл на пробы без энтузиазма. Акиньшина пришла, потому что сделала это по просьбе директора модельного агентства, в котором она тогда состояла, Горина — потому что её семья жила тогда рядом с «Ленфильмом». Горина вернулась из загородной поездки и, узнав от бабушки о прослушивании, прямо сразу же, не переодеваясь (на ней был старый свитер), пошла на пробы. Поскольку Горина не преследовала никакой цели увидеть Бодрова или сниматься в кино, то на прослушивании она вела себя очень непринуждённо, но наговорила о себе кучу вранья — назвалась Ритой и сказала, что живёт в загородном доме и имеет 15 собак (на самом деле её семья тогда жила в коммунальной квартире и собак у них не было), — и случайно оставила неверную контактную информацию о себе.
Своей датой рождения Света называет 19 апреля 1987 года. Именно в этот день и в этом году родилась исполнительница её роли Оксана Акиньшина. Дина говорит, что родилась 24 июня 1991 года, но актриса Екатерина Горина, которая сыграла её в фильме, родилась в тот же день 1992 года.
Человек, приехавший в город на джипе, для того, чтобы пострелять в тире, в опубликованном сценарии описан как темноглазый блондин. Изначально планировалось снять в этой роли другого актёра, но, так и не найдя такового, Сергей Бодров исполнил её сам. По его словам, этот персонаж является Данилой Багровым и он был включён им в фильм как «весёлый привет Балабанову». Об этом говорит и то, что при его появлении звучит песня «Полковнику никто не пишет».
Сергея Иванова, сыгравшего цыганского мальчика, ассистент по актёрам нашла в детдоме на окраине Санкт-Петербурга и пригласила его на кастинг фильма. Бодров выбрал его из пятидесяти других претендентов. В дальнейшем Сергей больше не снимался в фильмах, повзрослев, уехал из Санкт-Петербурга в Туапсе и занялся театральной деятельностью. На Кинотавре 2018 года Сергей Иванов присутствовал как помощник худрука, а Оксана Акиньшина была членом жюри, там они вновь встретились спустя восемнадцать лет после съёмок.

### Прокат
5 мая 2001 года Сергей Бодров-мл. и Глеб Самойлов приняли участие в программе «Дневной каприз» на канале «MTV», где состоялась премьера клипа группы «Агата Кристи» — «Пуля», в который вошли кадры из фильма. 18 мая на канале «MTV» в программе «Большое кино» впервые были представлены кадры со съёмок фильма «Сёстры».
10 мая 2001 года Сергей Бодров-мл. в программе «Герой дня» дал интервью Леониду Парфёнову, которое было приурочено к премьере фильма.
Московская премьера фильма состоялась 10 мая 2001 года в 18:30 в ККЗ «Пушкинский». Санкт-Петербургская премьера была в кинотеатре «Аврора» 25 мая в 19:00. Релиз фильма на видео состоялся 19 июня.
В 2001 году фильм занял третье место среди 50 самых продаваемых фильмов, по сведениям ведущих оптовых компаний.
Премьерный показ на российском телевидении состоялся 2 мая 2002 года на телеканале РТР.

## Влияние
В 2005 году по мотивам фильма были выпущены две книги — «Сёстры. Дом мертвеца» и «Сёстры. Мечты сбываются», автором которых является Александр Белов.
В 2013 году был снят фильм «Тяжёлый случай». В нём снялись Екатерина Горина, Роман Агеев и Татьяна Колганова, и так же, как в фильме «Сёстры», они сыграли дочь, папу и маму.

## Саундтрек
По совету Алексея Балабанова Сергей Бодров использовал в качестве саундтрека песни Виктора Цоя. В 2001 году кинокомпанией «СТВ» было достигнуто соглашение с Марьяной Цой и студией звукозаписи «Moroz Records» на использование в фильме музыки группы «Кино».
В феврале 2001 года созданием саундтрека занялась группа «Агата Кристи», но примерно через месяц после начала работы скоропостижно скончался клавишник группы Александр Козлов. По этой причине запись музыки была приостановлена и возобновилась только после его похорон.
Впервые в истории российского кинематографа музыкальные треки к фильму звучат так же, как и все шумовые кинозвуки в системе Dolby Digital 5.1. Для этого специально были вновь переписаны и перепеты все партии, звучащие в шести старых и новых песнях, сведение же звука происходило в Санкт-Петербурге в многоканальной Dolby-студии.
15 мая 2001 года вышел компакт-диск с саундтреком, в двух вариантах исполнения — обычном и подарочном.
| №   | Название                 | Исполнитель  | Длительность |
| --- | ------------------------ | ------------ | ------------ |
| 1.  | «Пуля»                   | Агата Кристи | 3:03         |
| 2.  | «Ein Zwei Drei Waltz»    | Агата Кристи | 4:44         |
| 3.  | «ХалиГалиКришна»         | Агата Кристи | 5:51         |
| 4.  | «Дворник»                | Агата Кристи | 4:42         |
| 5.  | «Странное рождество»     | Агата Кристи | 4:20         |
| 6.  | «Я буду там»             | Агата Кристи | 4:00         |
| 7.  | «Сёстры (основная тема)» | Агата Кристи | 2:49         |
| 8.  | «Кукушка»                | Кино         | 6:13         |
| 9.  | «Спокойная ночь»         | Кино         | 6:11         |
| 10. | «Следи за собой»         | Кино         | 5:03         |
| 11. | «В наших глазах»         | Кино         | 3:31         |
| 12. | «Стук»                   | Кино         | 3:48         |
| 13. | «Война»                  | Кино         | 4:13         |

Песни, прозвучавшие в фильме, но не вошедшие в саундтрек:
| №  | Название                         | Исполнитель                                      | Длительность |
| -- | -------------------------------- | ------------------------------------------------ | ------------ |
| 1. | «Таня»                           | Краденое солнце                                  | 3:37         |
| 2. | «Полковнику никто не пишет»      | Би-2                                             | 4:52         |
| 3. | «Как упоительны в России вечера» | Белый орёл                                       | 4:04         |
| 4. | «Комбат»                         | Любэ (в фильме песню исполняла Екатерина Горина) | 5:06         |
| 5. | «То не ветер ветку клонит»       | Борис Ахрютин                                    | 5:00         |
| 6. | «Dekhar hai pehgi bar»           | Alka Yagnik                                      | 6:06         |

## Участие в фестивалях и награды
| Дата проведения                    | Фестиваль                                                       | Примечание |
| ---------------------------------- | --------------------------------------------------------------- | --- |
| 5-14 июня 2001 года                | XII Открытый Российский фестиваль «Кинотавр», г. Сочи           | Участие в программе «Дебют». Фильм получил Гран-при «За лучший дебют», исполнители главных ролей Оксана Акиньшина и Катя Горина получили приз и диплом Жюри «За лучший актёрский дуэт».                                                |
| 1 июля 2001 года                   | XXIII Московский международный кинофестиваль                    | Участие в информационном показе. На закрытии этой программы президент фестиваля Никита Михалков вручил Сергею Бодрову специальный приз, ежегодно присуждаемый компанией «Кодак» лучшему дебютному фильму, — 10 тыс. метров киноплёнки. |
| 29 августа — 8 сентября 2001 года  | 58-й Международный кинофестиваль в Венеции (Италия)             | Участие в программе «Кино Настоящего» (Cinema of the Present). Участие в программе «Авторское кино» (Cinema d’Autore). Премия программы «Авторское кино» Jesolo Biennale.                                                              |
| 6-15 сентября 2001 года            | Международный кинофестиваль в Торонто (Канада)                  | Предполагалось участие в программе «Открытие» (Discovery). В связи с терактами в США копия с фильмом не была доставлена на фестиваль.                                                                                                  |
| 24-30 сентября 2001 года           | Кинофестиваль в Гамбурге Filmfest                               | Участие в программе Tesafilm Fest (Конкурс дебютных картин) |
| 27 сентября — 12 октября 2001 года | Международный кинофестиваль в Ванкувере (Канада)                | Участие в программе «Кино нашего времени» (Cinema of our Time) |
| 4-15 октября 2001 года             | 17-й Международный кинофестиваль в Варшаве (Польша)             | |
| 11-21 октября 2001 года            | 24-й Международный кинофестиваль в Денвере (США)                | |
| 11-21 октября 2001 года            | Международный кинофестиваль в Монреале (Канада)                 | |
| 31 октября — 4 ноября 2001 года    | 11-й Фестиваль восточно-европейского кино в Коттбусе (Германия) | |
| 9-17 ноября 2001 года              | 6-й Международный кинофестиваль в Пусане (Корея)                | |
| 9-18 ноября 2001 года              | 42-й Международный кинофестиваль в Салониках (Греция)           | Участие в программе «Новые горизонты» (New Horizons). |
| 7-22 ноября 2001 года              | 45-й Международный кинофестиваль в Лондоне (Великобритания)     | |
| 19-25 ноября 2001 года             | 20-й Международный детский кинофестиваль в Оулу (Финляндия)     | |
| 22-29 ноября 2001 года             | 4-й Международный кинофестиваль в Мумбаи (Индия)                | |
| 23 января — 3 февраля 2002 года    | 31-й Международный кинофестиваль в Роттердаме (Нидерланды)      | |